# Ögonlocksgeckoödlor
Ögonlocksgeckoödlor (Eublepharidae) är en familj av kräldjur i infraordningen Gekkota som förekommer i tropiska områden över hela världen. Det vetenskapliga namnet kommer från det grekiska ordet eublepharos som betyder "äkta ögonlock".

## Beskrivning
Släktet Coleonyx förekommer från sydvästra USA över Mexiko till Centralamerika, släktet Hemitheconyx lever i Västafrika, släktet Holodactylus i nordöstra Afrika och ytterligare tre släkten i Asien.
I motsats till geckoödlor har arterna i familjen full utvecklade ögonlock. När de slutar sina ögon flyttas den undre locken uppåt. Ögonlocksgeckoödlor lever på marken och de saknar därför häftlameller på fötterna som är typiska för geckoödlor. 
De lyfter ibland svansen i en vågrörelse innan de fångar sina byten som utgörs av insekter och andra små leddjur. Honan lägger vanligen två ägg per år.

## Systematik
Tidigare räknades familjen som underfamilj till geckoödlor. Enligt molekylärgenetiska undersökningar utgör de systergruppen till alla övriga familjer i överfamiljen Gekkomorpha.
Familjen bildas av 24 till 26 arter fördelade på 6 släkten:
- Aeluroscalabotes Günther, 1864 - en art
- Coleonyx Gray, 1845  - 5 till 7 arter
- Eublepharis Gray, 1842 - 5 arter
- Goniurosaurus Grismer, Viets & Boyle, 1999 - 11 arter
- Hemitheconyx Stejneger, 1893 - 2 arter
- Holodactylus Boettger, 1893 - 2 arter